# Polystichtis pione
Polystichtis pione är en fjärilsart som beskrevs av Bates 1868. Polystichtis pione ingår i släktet Polystichtis och familjen Riodinidae. Inga underarter finns listade i Catalogue of Life.